# NGC 270
NGC 270 là một thiên hà dạng hạt đậu trong chòm sao Kình Ngư. Nó được phát hiện vào ngày 10 tháng 12 năm 1798 bởi William Herschel.